# NGC 1986
NGC 1986 (còn được gọi là ESO 56-SC134) là một cụm sao mở nằm trong chòm sao Sơn Án, một phần của Đám mây Magellan Lớn. Nó được James Dunlop phát hiện vào ngày 27 tháng 9 năm 1826. Nó có cường độ rõ ràng là 11,31 và kích thước của nó là 2,80 x 2,40 phút cung.